# Chiesa di Santa Maria (Gallicano)
La chiesa di Santa Maria è un edificio sacro che si trova a Gallicano.

## Storia e descrizione
Vari elementi in pietra scolpita con motivi decorativi di tipo geometrizzante reimpiegati in occasione di un restauro, probabilmente quello del 1763, anno che compare inciso su una pietra parimenti inserita nel paramento murario, è quanto resta dell'edificio originario. L'interno, a una navata e con soffitto a capriate, appare restaurato in un recente passato e una decorazione essenziale orna la zona del sottotetto e il catino absidale dove, entro una nicchia, è collocata una statua della Madonna col Bambino.
Fa parte dell'arredo della chiesa un dipinto su tela di fine Seicento, d'autore toscano, con la Madonna col Bambino che abbatte il demonio alla presenza di San Frediano e di San Bernardino.